# Бурдейний Олексій Семенович
Олексій Семенович Бурдейний (18 жовтня 1908, місто Житомир Волинської губернії, тепер Житомирської області — 21 квітня 1987, місто Москва) — український радянський військовий діяч. Герой Радянського Союзу (19.04.1945). Член ВКП(б) з 1928 року. Депутат Верховної Ради УРСР 3-го скликання. Депутат Верховної Ради Білоруської РСР 5-6-го скликань. Член Ревізійної Комісії КПУ в 1952—1954 роках. Вибирався членом ЦК КП Білорусі.

## Життєпис
Народився у сім'ї робітника. Українець. Після закінчення робітничого факультету працював на підприємствах міста Житомира. З червня 1931 року — на службі в Червоній Армії.
У 1932 році закінчив Саратовське бронетанкове училище. Служив командиром взводу механізованої бригади імені К. Б. Калиновского в Московському військовому окрузі. З жовтня 1933 року — старший автотехнік аеропорту Моніно. З вересня 1935 по вересень 1937 року — командир танкової роти і командир навчальної роти механізованої бригади імені К. Б. Калиновского.
У 1940 році закінчив Військову академію механізації і моторизації РСЧА імені Й. В. Сталіна. З травня 1940 року — командир 2-ї частини 53-го танкового полку 81-ї мотострілецької дивізії Київського Особливого військового округу. З жовтня 1940 року — помічник начальника оперативного відділу штабу 4-го механізованого корпусу Київського Особливого військового округу.
Учасник Другої світової війни. З липня 1941 року — старший помічник начальника оперативного відділу бронетанкової служби 37-ї армії Південно-Західного фронту. У вересні 1941 року призначений командиром 3-го танкового полку в 3-й танковій бригаді на Південно-Західному і Південному фронтах. З січня 1942 року — начальник штабу 2-ї танкової бригади на Південному фронті. З квітня 1942 року — начальник штабу 24-го танкового (з 26 грудня 1942 р. — 2-го гвардійського танкового) корпусу на Брянському і Воронезькому фронтах. З червня 1943 року — командир 2-го гвардійського Тацинського танкового корпусу 31-ї армії на Воронезькому, Західному, 3-му Білоруському фронтах.
Після війни продовжував командувати корпусом, в липні 1945 року переформованому в 2-гу гвардійську Тацинську танкову дивізію у Ленінградському військовому окрузі. З травня 1946 року — начальник штабу 7-ї механізованої армії. У січні — грудні 1947 року — начальник штабу 7-ї окремої танкової дивізії.
У 1949 році закінчив Вищу військову академію імені К. Є. Ворошилова (Військова академія Генерального штабу) із золотою медаллю. У лютому — вересні 1950 року — знову начальник штабу 7-ї механізованої армії.
З вересня 1950 року — командувач 8-ю механізованою армією Прикарпатського військового округу. З травня 1954 року — помічник командувача військами Білоруського військового округу по танковому озброєнню. З січня 1958 року — начальник Управління бойової підготовки — заступник командувача військами цього округу, а з травня 1960 року — 1-й заступник командувача військами Білоруського військового округу.
З серпня 1963 року — начальник Центрального автотракторного управління Міністерства оборони СРСР. З серпня 1970 року — представник Головнокомандувача Об'єднаними збройними силами держав — учасників Варшавського Договору в Національній Народній Армії Німецької Демократичної Республіки.
З січня 1974 року — у відставці. Жив в Москві. Похований на московському Кунцевському кладовищі.

## Звання
- генерал-майор танкових військ (31.08.1943)
- генерал-лейтенант танкових військ (2.11.1944)
- генерал-полковник (9.05.1961)

## Нагороди
- Герой Радянського Союзу (19.04.1945, № 5026)
- два ордени Леніна;
- чотири ордени Червоного Прапора;
- два ордени Суворова 2-го ступеня;
- орден Кутузова 2-го ступеня;
- орден Вітчизняної війни 1-го ступеня;
- два ордени Червоної Зірки;
- медалі.